# مالواربيتس
مالواربيتس (بالإنجليزية: Malwarebytes) (سابقا مالواربيتس مكافحة البرامج الضارة، ويختصر باسم مبام) هو برنامج مكافحة البرامج الضارة لمايكروسوفت ويندوز  ، ماك والروبوت الذي يجد ويزيل البرامج الضارة.التي تم إنشاؤها من قبل شركة مالواربيتس، تم إصداره لأول مرة في يناير 2006. وهو متاح في نسخة مجانية، والذي يمسح ويزيل البرمجيات الخبيثة عندما بدأت يدويا، ونسخة المدفوعة، والذي يوفر بالإضافة إلى ذلك بفحص المجدولة، والحماية في الوقت الحقيقي، ذاكرة الماسح الضوئي نص الصفحة.

## التاريخ
مبام هو في المقام الأول الماسح الضوئي الذي يمسح ويزيل البرامج الضارة، بما في ذلك برامج الأمن المارقة، ادواري، وبرامج التجسس. تفحص مبام في وضع الدفعات، بدلا من مسح جميع الملفات المفتوحة، والحد من التداخل إذا كان هناك برنامج آخر لمكافحة البرامج الضارة على الطلب يعمل أيضا على الكمبيوتر.
مبام هو متاح في كل نسخة مجانية وقسط المدفوعة. نسخة مجانية يمكن تشغيلها يدويا من قبل المستخدم عند الرغبة، في حين أن النسخة المدفوعة يمكن أن تؤدي المسح الضوئي المجدولة، تلقائيا مسح الملفات عند فتحه، ومنع عناوين إب لمواقع الويب الخبيثة، وفحص فقط تلك الخدمات والبرامج وبرامج تشغيل الأجهزة التي هي حاليا في استعمال.
في 8 ديسمبر 2016، أصدرت مالواربيتس الإصدار 3.0 للجمهور العام. وهذا يشمل الحماية من البرامج الضارة، والفدية، والاستغلال، والمواقع الضارة.

## الجوائز
بيسي كتب العالم بريستون غرالا أن «استخدام مالواربيتس مكافحة البرامج الضارة هو البساطة نفسها».
نيت في عام 2008 ذكر مالواربيتس بأنها مفيدة ضد البرامج الضارة لمكافحة الفيروسات مس، ومنحت أيضا اختيار أبريل 2009 محرر، جنبا إلى جنب مع 25 تطبيقات الكمبيوتر الأخرى.
مارك غيبس من نيتورك وورلد أعطى مالواربيتس أنتي-مالوير 4 نجوم من أصل 5 في يناير 2009 وكتب أن «يقوم بهذه المهمة وفقط عدم وجود شرح مفصل لما وجدته توقف عن الحصول على 5 من أصل 5».
بيسي ماغازين جيف مالواربيتس أنتي-مالوير 3.5 من النجوم من 5 في ماي 2010، قائلا أنه على الرغم من أنه كان جيدا في إزالة البرامج الضارة وسكاريوار، أنها سقطت على إزالة كيلوغرز والجذور الخفية. ومع ذلك، حصلت نسخة مجانية 4.5 نجوم من أصل 5 وجائزة اختيار المحرر لبرامج مكافحة الفيروسات فقط إزالة فقط في 2013-4

## وصلات خارجية
- الموقع الرسمي